# Melanargia electra
Melanargia electra är en fjärilsart som beskrevs av Johann Wilhelm Meigen 1829. Melanargia electra ingår i släktet Melanargia och familjen praktfjärilar. Inga underarter finns listade i Catalogue of Life.